# Анна Шель
Анна Кармен Шель (нім. Anna Carmen Schell; нар. 3 серпня 1993, Ашаффенбург, Нижня Франконія, Баварія) — німецька борчиня вільного стилю, бронзова призерка чемпіонату світу, чемпіонка Європи, срібна призерка чемпіонату Європи.

## Життєпис
Боротьбою почала займатися з 1999 року. У 2010 році стала срібною призеркою чемпіонату Європи серед кадетів. У 2015 та 2016 роках здобула срібні медалі на чемпіонатах Європи серед молоді.
Виступає за борцівський клуб RLZ з Ашаффенбурга. Тренери — Петер Вейзенберг (з 2018), Єнс Гендлінг (з 2012), Патрік Льоз (з 2012).

## Спортивні результати на міжнародних змаганнях

### Виступи на Олімпіадах
| Змагання                    | Збірна    | Вагова категорія          | Місце |
| --------------------------- | --------- | ------------------------- | ----- |
| Літні Олімпійські ігри 2020 | Німеччина | жіноча боротьба, до 68 кг | 9     |

### Виступи на Чемпіонатах світу
| Змагання                        | Збірна    | Вагова категорія          | Місце  |
| ------------------------------- | --------- | ------------------------- | ------ |
| Чемпіонат світу з боротьби 2018 | Німеччина | жіноча боротьба, до 68 кг | 19     |
| Чемпіонат світу з боротьби 2019 | Німеччина | жіноча боротьба, до 68 кг | Бронза |
| Чемпіонат світу з боротьби 2021 | Німеччина | жіноча боротьба, до 72 кг | Бронза |

### Виступи на Чемпіонатах Європи
| Змагання                         | Збірна    | Вагова категорія          | Місце  |
| -------------------------------- | --------- | ------------------------- | ------ |
| Чемпіонат Європи з боротьби 2017 | Німеччина | жіноча боротьба, до 75 кг | 5      |
| Чемпіонат Європи з боротьби 2019 | Німеччина | жіноча боротьба, до 72 кг | Срібло |
| Чемпіонат Європи з боротьби 2020 | Німеччина | жіноча боротьба, до 68 кг | 5      |
| Чемпіонат Європи з боротьби 2022 | Німеччина | жіноча боротьба, до 72 кг | Золото |

### Виступи на інших змаганнях
| Змагання                                                         | Збірна    | Вагова категорія                | Місце  |
| ---------------------------------------------------------------- | --------- | ------------------------------- | ------ |
| Гран-прі Німеччини з боротьби 2012                               | Німеччина | жіноча боротьба, до 72 кг       | Бронза |
| Klippan Lady Open 2013                                           | Німеччина | жіноча боротьба, до 67 кг       | 9      |
| Гран-прі Німеччини з боротьби 2014                               | Німеччина | жіноча боротьба, до 69 кг       | 11     |
| Flatz Open 2015                                                  | Німеччина | жіноча боротьба, до 69 кг       | Срібло |
| Гран-прі Німеччини з боротьби 2015                               | Німеччина | жіноча боротьба, до 69 кг       | Бронза |
| Гран-прі Іспанії з боротьби 2015                                 | Німеччина | жіноча боротьба, до 69 кг       | 13     |
| Відкритий чемпіонат Польщі з боротьби 2015                       | Німеччина | жіноча боротьба, до 69 кг       | 5      |
| Klippan Lady Open 2016                                           | Німеччина | жіноча боротьба, до 75 кг       | Бронза |
| Олімпійський кваліфікаційний турнір з боротьби 2016 (Улан-Батор) | Німеччина | жіноча боротьба, до 75 кг       | Бронза |
| Київський Міжнародний турнір з боротьби 2017                     | Німеччина | жіноча боротьба, до 75 кг       | 8      |
| Турнір Дана Колова — Николи Петрова 2017                         | Німеччина | жіноча боротьба, до 75 кг       | Бронза |
| Гран-прі Німеччини з боротьби 2017                               | Німеччина | жіноча боротьба, до 75 кг       | 9      |
| Турнір Яшара Догу 2018                                           | Німеччина | жіноча боротьба, до 68 кг       | Бронза |
| Відкритий чемпіонат Польщі з боротьби 2018                       | Німеччина | жіноча боротьба, до 68 кг       | 9      |
| Меморіал Іона Корнеану і Ладислава Сімона 2018                   | Німеччина | жіноча боротьба, до 68 кг       | Золото |
| Гран-прі Німеччини з боротьби 2019                               | Німеччина | жіноча боротьба, до 68 кг       | Бронза |
| Турнір Дана Колова — Николи Петрова 2019                         | Німеччина | жіноча боротьба, до 72 кг       | 5      |
| Турнір Яшара Догу 2019                                           | Німеччина | жіноча боротьба, до 68 кг       | Бронза |
| Відкритий чемпіонат Польщі з боротьби 2019                       | Німеччина | жіноча боротьба, до 72 кг       | Срібло |
| Меморіал Маттео Пелліконе 2020                                   | Німеччина | жіноча боротьба, до 68 кг       | 8      |
| Відкритий чемпіонат Польщі з боротьби 2021                       | Німеччина | жіноча боротьба, до 68 кг       | 9      |
| Турнір Яшара Догу 2021                                           | Німеччина | жіноча боротьба, до 72 кг       | Золото |
| Турнір Яшара Догу 2022                                           | Німеччина | жіноча боротьба, до 72 кг       | Срібло |
| Меморіал Маттео Пелліконе 2022                                   | Німеччина | жіноча боротьба, до 72 кг       | Срібло |
| Серія пляжної боротьби 2023                                      | Німеччина | пляжна боротьба, жінки до 70 кг | 9      |
| Серія пляжної боротьби 2023                                      | Німеччина | пляжна боротьба, жінки до 70 кг | 5      |

### Виступи на змаганнях молодших вікових груп
| Змагання                                       | Збірна    | Вагова категорія          | Місце  |
| ---------------------------------------------- | --------- | ------------------------- | ------ |
| Чемпіонат Європи з боротьби серед кадетів 2009 | Німеччина | жіноча боротьба, до 65 кг | 13     |
| Чемпіонат Європи з боротьби серед кадетів 2010 | Німеччина | жіноча боротьба, до 65 кг | Срібло |
| Чемпіонат Європи з боротьби серед юніорів 2012 | Німеччина | жіноча боротьба, до 72 кг | 11     |
| Чемпіонат Європи з боротьби серед молоді 2015  | Німеччина | жіноча боротьба, до 69 кг | Срібло |
| Чемпіонат Європи з боротьби серед молоді 2016  | Німеччина | жіноча боротьба, до 75 кг | Срібло |